# Aulagromyza kozaneki
Aulagromyza kozaneki är en tvåvingeart som beskrevs av Cerny 2007. Aulagromyza kozaneki ingår i släktet Aulagromyza och familjen minerarflugor. Inga underarter finns listade i Catalogue of Life.